# Chá de folha de café
Folhas de café.
Chá de folha de café, é o chá feito a partir das folhas do cafeeiro.

## Definição
Chá de folhas de café é uma bebida de infusão semelhante a chá ou tisana. Esta é uma bebida aromática feita a partir de folhas secas ou torradas do cafeeiro com água fervente. O líquido de cor âmbar resultante tem um sabor ligeiramente semelhante ao do chá verde, mas contém menos cafeína do que o café ou substâncias amargas do que o chá preto e verde. Chá de folha de café geralmente pertence às variedades de chá mono-ervas, pois é feito a partir de apenas uma parte da planta.

## Origem e história
É consumido principalmente no sul do Sudão, Etiópia e Sumatra. Especialmente na Etiópia, o chá tem uma tradição mais antiga do que a infusão dos grãos torrados e moídos do fruto do cafeeiro (o café). Chá de folhas de cafeeiro tem sido consumido por mais de 1300 anos.
Segundo a lenda, foram os monges os primeiros a fazer uma infusão das folhas do cafeeiro depois que pastores reclamaram com eles que algumas de suas cabras, que as haviam comido de uma planta perene, simplesmente não se cansavam. Os monges descobriram, assim, o efeito revigorante do chá das folhas de cafeeiro, que lhes permitiu estenderem suas orações durante toda a noite.
No século XIX, estudiosos britânicos, em particular, descobriram a bebida como uma alternativa ao chá ou café. Também relataram que seu consumo quase que imediatamente "sacia a fome e dissipa a fadiga".

## Saúde
Estudos nos anos 2010, de cientistas ingleses e franceses mostram que, além de grandes quantidades de antioxidantes, a infusão das folhas do cafeeiro também contém altos níveis de mangiferina. De acordo com estes estudos, esta substância tem efeito protetor celular, anti-inflamatório, protetor sobre as células nervosas, antidiabético e influência positiva sobre os níveis de colesterol.